# Edgworth
Edgworth – wieś w Anglii, w hrabstwie ceremonialnym Lancashire, w dystrykcie (unitary authority) Blackburn with Darwen. Leży 23 km na północny zachód od miasta Manchester i 283 km na północny zachód od Londynu.